# Juan Seva Martínez
Juan Seva Martínez (Alacant, 3 de febrer de 1965) és un polític valencià, diputat a les Corts Valencianes en la VI legislatura i senador designat per les Corts Valencianes. Ara és professor a un institut d'elx, IES Torrellano.

## Biografia
Va estudiar als Jesuïtes d'Alacant i es llicencià en Ciències Polítiques i Sociologia a la Universitat Complutense de Madrid. Inicialment milità en el Centro Democrático y Social amb el qual es presentà a l'ajuntament d'Alacant a les eleccions municipals espanyoles de 1991. Després marxà a Benidorm, on de la mà d'Eduardo Zaplana va ser director del Gabinet d'Estudis i Documentació de l'Ajuntament de Benidorm (1992-1993), i després Miguel Barceló Pérez el nomenà secretari de l'adjunt al Síndic de Greuges (1993-1995).
A les eleccions municipals espanyoles de 1995 i 1999 fou escollit regidor d'esports de l'ajuntament d'Alacant, i nomenat tinent d'alcalde. El juliol de 1999 fou designat senador per les Corts Valencianes, i fou secretari primer de la Comissió de Ciències i Tecnologia del Senat. El 2002 renuncià a l'escó per deixar-lo a Eduardo Zaplana, futur ministre.
Després fou elegit diputat a les eleccions a les Corts Valencianes de 2003, on fou vocal, entre d'altres, de la Comissió de Control de l'Actuació de la RTVV i Societats que en depenen. Fou elegit novament regidor d'hisenda d'Alacant a les eleccions municipals espanyoles de 2007 i 2011. Tanmateix, la seva gestió ha estat qüestionada i qualificada de "caòtica" pel Síndic de Comptes en un informe de 2013, on també se l'acusa de no licitar els contractes públics. En gener de 2015 el Jutjat Mercantil núm. 1 d'Alacant el va condemnar per l'anomenat Cas Lucentum a una pena d'inhabilitació de dos anys «per administrar béns d'altri i per representar o administrar a qualsevol persona».